# Salem (New Jersey)
Salem ist eine Stadt im Bundesstaat New Jersey in den Vereinigten Staaten. Das U.S. Census Bureau ermittelte bei der Volkszählung 2020 eine Einwohnerzahl von 5296.
Sie bildet den County Seat des Salem County. Salem liegt am Salem River, einem Nebenfluss des Delaware River.

## Geschichte
Die Stadt und Kolonie Salem wurde 1675 von John Fenwick angelegt. Sie wurde am 21. Februar 1798 als Teil der ersten Gruppe von 104 Townships gegründet, die von der Legislative von New Jersey eingerichtet wurden. Am 25. Februar 1858 wurde sie von einem Township in eine Stadt (City) umgewandelt.

## Demografie
Nach der Volkszählung von 2010 leben in Salem 4706 Menschen. Die Bevölkerung teilte sich im selben Jahr auf in 31,2 % Weiße, 62,1 % Afroamerikaner, 0,4 % amerikanische Ureinwohner, 0,4 % Asiaten und 4,0 % mit zwei oder mehr Ethnizitäten. Hispanics oder Latinos aller Ethnien machten 6,7 % der Bevölkerung aus. Das mittlere Haushaltseinkommen lag bei 25.682 US-Dollar und die Armutsquote bei 28,4 %.

## Infrastruktur
Der Hafen von Salem wurde 1682 von der britischen Krone als Eingangshafen am Salem River bestimmt, der über den Delaware River zugänglich ist. Er schlägt eine Vielzahl von Massengütern um, insbesondere Textilien, landwirtschaftliche Erzeugnisse und andere Konsumgüter. Die South Jersey Port Corporation betreibt das Salem Terminal auf einem 22 Hektar großen Komplex westlich der Innenstadt.

### Öffentliche Verkehrsmittel
Der NJ Transit bietet einen Busservice zwischen der Stadt und Philadelphia auf der Route 401 und einen lokalen Service auf der Route 468 an.
Die Delaware City-Salem Ferry war eine saisonale Verbindung zwischen Barber’s Basin und Delaware City, bis sie 2015 nach Fort Mott umgeleitet wurde und zur Forts Ferry Crossing wurde.

## Persönlichkeiten
- John Test (1771–1849), Politiker, Vertreter von Indiana im US-Repräsentantenhaus
- Hedge Thompson (1780–1828), Politiker, Vertreter von New Jersey im US-Repräsentantenhaus
- Stubbins Ffirth (1784–1820), Arzt
- Thomas Sinnickson (1786–1873), Politiker, Vertreter von New Jersey im US-Repräsentantenhaus
- Henry T. Ellett (1812–1887), Politiker, Vertreter von Mississippi im US-Repräsentantenhaus
- Alexander G. Cattell (1816–1894), Politiker, Vertreter von New Jersey im US-Senat
- Clement Hall Sinnickson (1834–1919), Politiker, Vertreter von New Jersey im US-Repräsentantenhaus
- Goose Goslin (1900–1971), Baseballspieler
- William J. Hughes (1932–2019), Politiker, Vertreter von New Jersey im US-Repräsentantenhaus und US-Botschafter in Panama
- John Chowning (* 1934), Komponist
- Kenneth Pennington (* 1941), Mittelalterhistoriker
- Orlando Jordan (* 1974), Wrestler
- Johnny Gaudreau (1993–2024), Eishockeyspieler
- Jonathan Taylor (* 1999), American-Football-Spieler